# Гура-Влодовська
Гура-Влодовська (пол. Góra Włodowska) — село в Польщі, у гміні Влодовиці Заверцянського повіту Сілезького воєводства.
Населення — 580 осіб (2011).
У 1975-1998 роках село належало до Ченстоховського воєводства.

## Демографія
Демографічна структура станом на 31 березня 2011 року:
|          | Загалом | Допрацездатний вік | Працездатний вік | Постпрацездатний вік |
| -------- | ------- | ------------------ | ---------------- | -------------------- |
| Чоловіки | 290     | 70                 | 188              | 32                   |
| Жінки    | 290     | 61                 | 162              | 67                   |
| Разом    | 580     | 131                | 350              | 99                   |